# Пименов, Юрий Игоревич
Ю́рий И́горевич Пи́менов (29 марта 1958, Москва — 19 апреля 2019) — советский гребец, серебряный призёр Олимпийских игр. Заслуженный мастер спорта СССР (1981). Брат-близнец Николая Пименова.

## Карьера
Тренировался у А. И. Афонькина, К. А. Качаева, Петра Чернова, О. С. Голованова.
На Олимпиаде в Москве в составе распашной двойки без рулевого выиграл серебряную медаль.
На Олимпийских играх 1988 года в соревнованиях распашных четвёрок без рулевого стал шестым.
Умер в 2019 году. Похоронен на Введенском кладбище.

## Достижения
- Серебряный призёр Олимпийских игр 1980 в двойке без рулевого Николая Пименова.
- Чемпион мира 1981, 1985, 1986 в двойке без рулевого.
- Серебряный призёр чемпионата мира 1979, 1990 в двойке без рулевого 1983 в четверке без рулевого.
- Победитель Международной Мангеймской регаты 1979, 1980, 1981, 1982
- Победитель открытого чемпионата Франции 1981
- Победитель международной люцернской регаты 1979, 1981
- Победитель международной регаты на приз Королевской ассоциации паруса и гребли Нидерландов 1983
- Чемпион СССР 1978—1994
- Награждён высшей наградой ФИСА медалью Томаса Келлера.